# آرپ۲۷۳
آرپ۲۷۳ (به انگلیسی: Arp 273) نام یک تودهٔ کهکشان است که فراسوی دوردست کهکشان راه شیری، در فاصلهٔ بیش از ۳۰۰ میلیون سال نوری از آن قرار دارند. این کهکشان در صورت فلکی زن برزنجیر است که برای اولین بار توسط هالتون آرپ در سال ۱۹۶۶ میلادی شناخته شد. این کهکشان بزرگترین کهکشان مارپیچی است
این توده کهکشانی توسط تلسکوپ فضایی هابل در ۱۷ دسامبر ۲۰۱۰ عکسبردای شد. این کهکشان که UGC 1810 نام دارد به دلیل اینکه جذب نیروی گرانشی کهکشان همسایه با عنوان UGC 1813 قرار گرفته به شکل یک شاخه گل رُز درآمده است.
در کهکشان کوچکتر (UGC 1813) که تقریباً بریده شده‌است خصوصیات مشخصه‌ای از یک منطقه تشکیل ستاره‌ای مشاهده می‌شود که شاید در اثر فعل و انفعالات گرانشی میان دو کهکشان به وجود آمده است.
در بازوی خارجی این کهکشان، بخشی شبیه به حلقه ظاهر شده‌است. این ویژگی زمانی دیده می‌شود که کهکشانها در حال عبور از کنار هم نسبت به یکدیگر فعل و انفعال نشان می‌دهند. در بالای سمت راست، در بازوهای مارپیچ کهکشان UGC 1810 یک کهکشان مینی مارپیچ دیده می‌شود.